# Krimpenerwaard (Gemeinde)
Krimpenerwaard ist eine Gemeinde in der Provinz Zuid-Holland, Niederlande. Sie ist am 1. Januar 2015 durch die Fusion der bisher selbständigen Gemeinden Bergambacht, Nederlek, Ouderkerk, Schoonhoven und Vlist entstanden. Der Name der neuen Gemeinde wurde im Neugliederungsgesetz festgelegt.

## Geographie

### Lage
Die Gemeinde umfasst den Hauptteil des Krimpenerwaard genannten Landschaftsteils (waard ist der Begriff für flache Landschaft in einem Flussgebiet). Wegen der Orientierung in Richtung Rotterdam wurde Krimpen aan den IJssel nicht in die neue Gemeinde mit einbezogen. Ein Gebiet südlich von Gouda liegt in der Krimpenerwaard in der Nähe von Stolwijkersluis, gehört allerdings seit 1964 zu Gouda. Hingegen gehört ein Teil von Haastrecht zur Gemeinde, obwohl es nicht zur Krimpenerwaard gehört.

### Nachbargemeinden
Krimpenerwaard grenzt im Uhrzeigersinn im Nordwesten beginnend an die Gemeinden Gouda, Bodegraven-Reeuwijk, Oudewater, Lopik, Vijfheerenlanden, Molenlanden, Krimpen aan den IJssel und Zuidplas.
| Gouda                  | Bodegraven-Reeuwijk                         | Oudewater        |
| Zuidplas               | Kompassrose, die auf Nachbargemeinden zeigt | Lopik            |
| Krimpen aan den IJssel | Molenlanden                                 | Vijfheerenlanden |

## Politik

### Sitzverteilung im Gemeinderat
Seit der Gemeindegründung formiert sich der Rat von Krimpenerwaard wie folgt:
| Partei                                      | Sitze | Sitze | Sitze |
| Partei                                      | 2014  | 2018  | 2022  |
| ------------------------------------------- | ----- | ----- | ----- |
| Vereniging Gemeente Belang Krimpenerwaard a | 7     | 7     | 7     |
| SGP                                         | 5     | 4     | 5     |
| Leefbaar Krimpenerwaard                     | –     | –     | 4     |
| Pro Krimpenerwaard                          | 1     | 3     | 3     |
| CDA                                         | 4     | 3     | 3     |
| VVD                                         | 4     | 4     | 3     |
| PvdA                                        | 3     | 2     | 2     |
| GroenLinks                                  | –     | –     | 2     |
| ChristenUnie                                | 3     | 3     | 2     |
| D66                                         | 2     | 2     | 1     |
| Lokaal op 1                                 | –     | 3     | 1     |
| Gemeente Belang Schoonhoven a               | 2     | –     | –     |
| Gesamt                                      | 31    | 31    | 31    |

Anmerkungen

### Bürgermeister
Seit dem 8. Januar 2024 ist Hans Beenakker (VVD) amtierender Bürgermeister der Gemeinde. Zu seinem Kollegium zählen die Beigeordneten Pascal van der Hek (Vereniging Gemeente Belang Krimpenerwaard), Leo Barth (SGP), Irma Bultman (CDA), Ria Boere (VVD), Wisja Pannekoek (Vereniging Gemeente Belang Krimpenerwaard) sowie der Gemeindesekretär Jurian Hennip.

### Politische Gliederung
Die Gemeinde wird in folgende Ortsteile aufgeteilt:
| Nr.      | Ort                      | Einwohner |
| -------- | ------------------------ | --------- |
| 00       | Lekkerkerk               | 7.845     |
| 01       | Krimpen aan de Lek       | 6.760     |
| 02       | Ouderkerk aan den IJssel | 5.910     |
| 03       | Gouderak                 | 2.610     |
| 04       | Bergambacht              | 5.315     |
| 05       | Bergstoep                | 1.790     |
| 06       | Ammerstol                | 1.695     |
| 07       | Berkenwoude              | 1.735     |
| 08       | Haastrecht               | 4.340     |
| 10       | Stolwijk                 | 5.440     |
| 11       | Vlist                    | 650       |
| 12       | Schoonhoven              | 13.695    |
| Gemeinde | Gemeinde                 | 57.785    |

1. ↑  Bezirksnummer
2. ↑  (Stand: 1. Januar 2024)